# Szívópalack

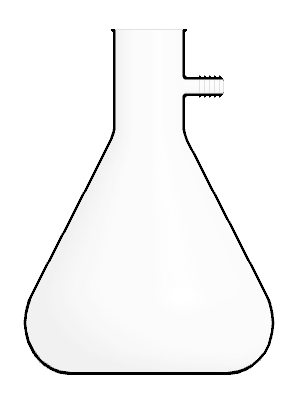
A szívópalack keresztmetszete. A nyakán lévő oldalsó csatlakozó a vákuumcsatlakozó.

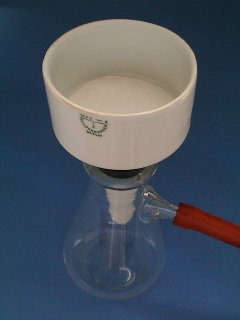
A szívópalack használata Büchner-tölcsérrel

A szívópalack, más néven Büchner-palack, szűrőpalack, Kitaszato-palack egy laboratóriumi üvegedény, amely oldalsó vákuumcsatlakozóval van ellátva. Maga az edény vastag falú üvegből készült, hogy ellenálljon a vákuum hatására benne ébredő feszültségeknek. Az oldalsó csatlakozóhoz általában gumicsövön keresztül kapcsoljuk a vákuumforrást (vákuumszivattyú vagy aspirátor). Általában a vákuumforrást vákuumcsapdán keresztül kapcsoljuk a szívópalackhoz.
Legtöbbször Büchner-tölcsérrel együtt használják, melyet egy gumikónusz segítségével rögzítenek a szívópalack tetejéhez. A feldőlés elkerülése végett a szívópalackot a nyakánál fogva állványhoz kell rögzíteni. Elsősorban akkor használjuk, ha a szűrendő szilárd anyag az értékes számunkra és gyors szűrést szeretnénk végezni. A Büchner-tölcsérre mindig szűrőpapírt helyezünk a szűréskor. A szűrésnél a folyadék a szívópalackba gyűlik, a szilárd anyag pedig a szűrőpapíron marad.

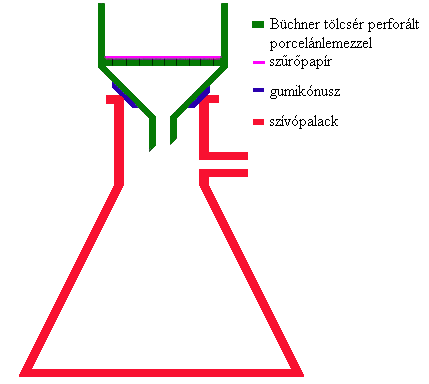
A Büchner-tölcsért gumikónuszon keresztül helyezzük a szívópalackra. A vákuumcsatlakozót hozzákapcsoljuk a vákuumforráshoz, a szívópalackot állványhoz rögzítjük. Benedvesítjük a Büchner-tölcsérre helyezett megfelelő méretű szűrőpapírt. Bekapcsoljuk a vákuumot. Ezután a Büchner-tölcsérre juttatjuk a szűrendő anyagot. A szilárd szemcsék a szűrőpapír tetején maradnak, a folyadék pedig a szívópalackban gyűlik.

A szívópalackot használják vákuumcsapdaként is. A vákuumcsapda egy olyan eszköz, amellyel megakadályozzuk, hogy a vákuumforrásba visszaszívódás történjen. Ez történhet a szívópalack megtöltődésekor, de esetleg meleg szűrlet vákuum alá helyezésekor is (vákuum esetén kisebb a forráspont és a folyadék a vákuumban elkezdhet forrni). Ezen esetek elkerülése érdekében a vákuummal való munka esetén mindig vákuumcsapdát építünk be. 
Sokan tévesen úgy hiszik, hogy nevét Eduard Buchner Nobel-díjas kémikus után kapta, valójában Ernst Büchner ipari kémikus, valamint Kitaszato Sibaszaburó japán orvos és bakteriológus.

## Fordítás
- Ez a szócikk részben vagy egészben  a   Büchner flask című angol Wikipédia-szócikk ezen változatának fordításán alapul.  Az eredeti cikk szerkesztőit annak laptörténete sorolja fel. Ez a jelzés csupán a megfogalmazás eredetét és a szerzői jogokat jelzi, nem szolgál a cikkben szereplő információk forrásmegjelöléseként.